# 2024-es UEFA-szuperkupa
A 2024-es UEFA-szuperkupa az UEFA-szuperkupa 49. kiírása volt, amelyen az előző szezon Bajnokok Ligája és az Európa-liga győztese mérkőzött meg. A találkozót 2024. augusztus 14-én játszották. A mérkőzés helyszíne a Varsóban található Nemzeti Stadion volt.
A mérkőzést a Bajnokok Ligája-győztes Real Madrid 2–0 arányban nyerte meg, hatodik győzelmét elérve  a sorozatban. A Real Madrid ezzel az UEFA-szuperkupák legsikeresebb csapatává vált, megelőzve az egyaránt öt-öt győzelmet számláló Barcelonát és AC Milant.

## A csapatok
| Csapat      | Kvalifikáció                            | Korábbi részvételek (kiemelve a győztes évek)      |
| ----------- | --------------------------------------- | -------------------------------------------------- |
| Real Madrid | A 2023–2024-es Bajnokok Ligája győztese | 8 (1998, 2000, 2002, 2014, 2016, 2017, 2018, 2022) |
| Atalanta    | A 2023–2024-es Európa-liga győztese     |                                                    |

## A helyszín
A varsói Nemzeti Stadiont az UEFA Végrehajtó Bizottságának 2023. szeptember 26-án, a ciprusi Limasszolban tartott ülésén választották meg a 2024-es UEFA-szuperkupa helyszínéül. A stadiont a 2012-es Európa-bajnokságra építették, ahol 3 csoportmérkőzésnek és egy-egy negyeddöntőnek és elődöntőnek adott otthont. Mindemellett a lengyel válogatott haza mérkőzéseinek a helyszíne, és itt rendezték a 2015-ös Európa-liga-döntőt is. Befogadóképessége 58274 fő.

## A mérkőzés

### Összegzés
A gól nélküli első félidőt követően az 59. percben Federico Valverde góljával szerezte meg a vezetést a Real Madrid.
A 68. percben Kylian Mbappé, aki ezen a mérkőzésen mutatkozott be a spanyol csapatban, 2-0-ra alakította az eredményt, amely végül a találkozó lefújásáig már nem változott. A mérkőzés legjobbjának Jude Bellinghamet váléasztották.
| 2024. augusztus 14. 21:00 |

| Real Madrid             | 2–0         | Atalanta |
| ----------------------- | ----------- | -------- |
| Valverde 59' Mbappé 68' | Jegyzőkönyv |          |

| Nemzeti Stadion, Varsó Nézőszám: 56 042 Játékvezető: Sandro Schärer (svájci) |

| Real Madrid | Atalanta |

| GK              | 1  | Thibaut Courtois    |     |     |
| RB              | 2  | Daniel Carvajal (c) |     | 88' |
| CB              | 3  | Éder Militão        |     |     |
| CB              | 22 | Antonio Rüdiger     |     |     |
| LB              | 23 | Ferland Mendy       |     |     |
| CM              | 8  | Federico Valverde   |     |     |
| CM              | 14 | Aurélien Tchouaméni |     |     |
| RW              | 11 | Rodrygo             |     | 76' |
| AM              | 5  | Jude Bellingham     | 35' | 88' |
| LW              | 7  | Vinícius Júnior     | 42' | 88' |
| CF              | 9  | Kylian Mbappé       |     | 83' |
| Cseék:          |    |                     |     |     |
| GK              | 13 | Andrij Lunyin       |     |     |
| GK              | 26 | Fran González       |     |     |
| DF              | 18 | Jesús Vallejo       |     |     |
| DF              | 20 | Fran García         |     |     |
| DF              | 31 | Jacobo Ramón        |     |     |
| MF              | 6  | Eduardo Camavinga   |     |     |
| MF              | 10 | Luka Modrić         |     | 76' |
| MF              | 15 | Arda Güler          |     | 88' |
| MF              | 17 | Lucas Vázquez       |     | 88' |
| MF              | 19 | Dani Ceballos       |     | 88' |
| MF              | 21 | Brahim Díaz         |     | 83' |
| FW              | 16 | Endrick             |     |     |
| Vezetőedző:     |    |                     |     |     |
| Carlo Ancelotti |    |                     |     |     |

| GK                   | 1  | Juan Musso           |     |     |
| CB                   | 19 | Berat Djimsiti       | 64' |     |
| CB                   | 4  | Isak Hien            |     | 90' |
| CB                   | 23 | Sead Kolašinac       |     | 71' |
| RM                   | 77 | Davide Zappacosta    |     | 62' |
| CM                   | 15 | Marten de Roon (c)   |     |     |
| CM                   | 13 | Éderson              | 9'  |     |
| LM                   | 22 | Matteo Ruggeri       |     |     |
| AM                   | 8  | Mario Pašalić        |     | 90' |
| CF                   | 17 | Charles De Ketelaere |     | 62' |
| CF                   | 11 | Ademola Lookman      |     |     |
| Cserék:              |    |                      |     |     |
| GK                   | 29 | Marco Carnesecchi    |     |     |
| GK                   | 31 | Francesco Rossi      |     |     |
| DF                   | 5  | Ben Godfrey          |     | 62' |
| DF                   | 20 | Mitchel Bakker       |     | 71' |
| DF                   | 27 | Marco Palestra       |     | 90' |
| DF                   | 40 | Pietro Comi          |     |     |
| DF                   | 41 | Pietro Tornaghi      |     |     |
| MF                   | 6  | Ibrahim Sulemana     |     |     |
| MF                   | 25 | Federico Cassa       |     |     |
| MF                   | 44 | Alberto Manzoni      |     | 90' |
| FW                   | 32 | Mateo Retegui        |     | 62' |
| FW                   | 45 | Dominic Vavassori    |     |     |
| Vezetőedző:          |    |                      |     |     |
| Gian Piero Gasperini |    |                      |     |     |

| A mérkőzés legjobbja: Jude Bellingham (Real Madrid) |